# 20. Kurentovanje (1980)
Kurentovanje 1980 je bil dvajseti uradno načrtovan ptujski karneval, 17. februarja, na pustno nedeljo. 

## Odpoved
Organizatorja sta bila Folklorno društva Ptuj in Turistično društvo Ptuj. Vse je že bilo pripravljeno za organizacijo dogodka, a so zaradi nenadnega poslabšanja zdravstvenega stanja predsednika Tita, prireditev odpovedali tik pred zdajci, le dva dni pred načrtovanim kurentovanjem, v petek 15. februarja. 
To odločitev je na redni seji sprejel organizacijski in častni odbor za pripravo kurentovanja, saj so ocenili, da razpoloženje med občani in delovnim ljudstvom zaradi tega ni bilo pravo. O tem so po telefonu takoj obvestili etnografske skupine, ki bi morale nastopiti na Ptuju. Zgledu so sledili tudi drugi organizatorji pustnih prireditev (gostilne, hoteli), ki so prav tako napovedane prireditve odpovedali in prekinili s pripravami.

## Načrtovan spored

### Dopoldanski nastop etnografskih likov na tržnici
Ob 10. uri – na pustno nedeljo je bil na Titovem trgu (danes mestni tržnici) predviden dopoldanski prikaz etnografskih mask, a je dogodek odpadel.
- 1. Pozdrav pustnih pokačev (Podlehnik, Markovci)
- 2. Kopjaši (Markovci)
- 3. Orači (Podlehnik)
- 4. Ples vil s kraljico (Zabovci)
- 5. Plesači (Pobrežje, Videm)
- 6. Orači (Lancova vas)
- 7. Šrangarji (Obrež, Ormož)
- 8. Blumarji (Čedad, Beneška Slovenija, Italija)
- 9. Klada (Spodnja Polskava)
- 10. Perchte (Fuchs, Avstrija)
- 11. Pustovi (Drežnica, Kobarid)
- 12. Orači (Markovci)
- 13. Krampusi (Cmurek, Avstrija)
- 14. Babari (Bitola, Makedonija)
- 15. Kopanjarice (Markovci)
- 16. Zvončari (Opatija, Hrvaška)
- 17. Piceki in kokotiči (Markovci)
- 18. Maškure (Turišče, Hrvaška)
- 19. Rusa, Medvedi in drugi pustni liki (Markovci, Strmec pri Leskovcu)
- 20. Ploharji (Cirkovci)
- 21. Koranti (Markovci, Ptuj in okolica)

### Popoldanski sprevod karnevalskih skupin po mestu
Ob 14. uri – na pustno nedeljo je bil po mestu predviden karnevalski sprevod, poleg gornjih še naslednje maske. A je vse skupaj odpadlo.
- Orači (Gerečja vas, Rodni Vrh)
- Pustne šeme osnovnih in drugih šol
- Motorna in druga vozila delovnih organizacij, društev in posameznikov
- Spremljava treh maskiranih pihalnih orkestrov

## Predvidena trasa (odpovedano)

### Mednarodna karnevalska povorka
- Prešernova (zbor) – Slovenski trg – Bezjakova – Titov trg (mestna tržnica) – Miklošičeva – Trg mladinskih delovnih brigad (Mestni trg) –
Krempljeva – Trg svobode (Minoritski trg) – Magistralna c. – Osojnika – Gregorčičev drevored – Potrčeva – Srbski trg – Titov trg (mest. tržnica) – Miklošičeva – Trg mladinskih delovnih brigad (Mestni trg) – Krempljeva – Trg svobode (Minoritski trg) – Dravska (razhod)